# Битка при Катасирти
Битката при Катасирти е голямо сражение между българи и византийци, състояло се през август 917 г., непосредствено след битката при Ахелой в малко селце близко до Константинопол. Битката завършва с българска победа.

## Причини
От началото на 917 г. и двете страни се готвят за решителни действия. Византийците правят опит за антибългарска коалиция, но опитът им пропада благодарение на бързата реакция на българския цар Симеон. Въпреки това византийците организират огромна армия, но тя е напълно унищожена край Ахелой.

## Битката
След победата при Ахелой българските войски започват настъпление на юг. В това време Лъв Фока, който оцелява след сражението край Анхиало достига Константинопол по море и събира последните войски там, за да препречи пътя на българите към столицата. Двете армии се срещат при Катасирти. Сражението протича през нощта, византийската армия отново е разгромена.

## Следствия
Последните византийски сили са съкрушени и пътят към византийската столица е свободен, но сърбите се разбунтуват от запад и българите решават че е по-важно да предпазят границите си. Това дава време на Византия за възстановяване.